# یاروسواویتس (استان پومرانی غربی)
یاروسواویتس (به لاتین: Jarosławiec) یک روستا در لهستان است که در گمینا پوستومینو واقع شده‌است. یاروسواویتس ۳۲۹ نفر جمعیت دارد.